# Conte di Thanet
Conte dell'Isola di Thanet, anche detto Conte di Thanet, era un titolo della Paria d'Inghilterra. Fu creato nel 1628 per Nicholas Tufton, I barone di Tufton. Era già succeduto come secondo baronetto di Hothfield nel 1631 e fu creato barone di Tufton nella contea di Sussex, nel 1626, anch'esso nella Parìa d'Inghilterra. Il Baronetto di Hothfield nella contea di Kent, fu creato nel 1611 per suo padre John Tufton. A Lord Thanet succedette il figlio, il secondo conte. Quest'ultimo sposò Lady Margaret Sackville, figlia di Richard Sackville, III conte di Dorset e di Lady Anne Clifford. Loro figlio, il terzo conte, successivamente reclamò con successo la baronia di de Clifford, attraverso la nonna materna Lady Anne (che non era più stato assegnato, dopo la morte del bisnonno George Clifford, III conte di Cumberland).
Al terzo conte successe il fratello minore, il quarto conte. Questi rappresentò la città di Steyning in Parlamento. A sua volta fu succeduto dall'altro fratello minore, il quinto corte. Anche il quinto conte sedette in parlamento, come rappresentante di Appleby. Successore fu l'altro fratello, come sesto conte. Anche il sesto rappresentò Appleby in parlamento e servì come Lord luogotenente di Cumberland e di Westmorland. Non avendo eredi maschi in vita, alla sua morte nel 1729 la baronia di de Clifford non fu assegnato. I titoli rimanenti furono trasferiti all'ultimo nipote del conte, che fu nominato settimo conte. Era il figlio del parlamentare Sackville Tufton, quinto figlio del secondo conte. Rappresentò Appleby in parlamento dal 1722 al 1729. Gli succedette il figlio maggiore superstite, come ottavo conte. I suoi tre figli, il nono, il decimo e l'undicesimo conte, gli succedettero tutti al titolo. L'undicesimo servì come Lord luogotenente del Kent. Non si sposò mai e i suoi titoli si estinsero alla sua morte nel 1849.
L'ultimo conte di Thanet progettò di lasciare le sue proprietà in eredità al figlio naturate, avuto da una donna francese, Richard Tufton, che fu creato baronetto nel 1851. Il figlio di Richard, il secondo baronetto, fu creato Barone di Hothfield nel 1881.

## Baronetti Tufton, di Hothfield (1611)
- Sir John Tufton, I baronetto Tufton (morto nel 1624)
- Sir Nicholas Tufton, II baronetto Tufton (1578-1631) (creato Barone di Tufton nel 1626 e Conte di Thanet nel 1628)

## Conti di Thanet (1628)
- Nicholas Tufton, I conte di Thanet (1578-1631)
- John Tufton, II conte di Thanet (1608-1664)
- Nicholas Tufton, III conte di Thanet (1631-1679)
- John Tufton, IV conte di Thanet (1638-1680)
- Richard Tufton, V conte di Thanet (1640-1684)
- Thomas Tufton, VI conte di Thanet (1644-1729)
- Sackville Tufton, VII conte di Thanet (1688-1753)
- Sackville Tufton, VIII conte di Thanet (1733-1786)
- Sackville Tufton, IX conte di Thanet (1767-1825)
- Charles Tufton, X conte di Thanet (1770-1832)
- Henry Tufton, XI conte di Thanet (1775-1849)